# Pohár mistrů evropských zemí 1975/1976
Sezóna 1975/76 byla 21. ročníkem Poháru mistrů evropských zemí. Jejím vítězem se stal německý klub FC Bayern Mnichov, který získal titul potřetí za sebou.

## První kolo
| Domácí v 1. zápase       | Celkem        | Hosté v 1. zápase   | 1. zápas | 2. zápas |
| ------------------------ | ------------- | ------------------- | -------- | -------- |
| Borussia Mönchengladbach | 7–2           | FC Swarovski Tirol  | 1–1      | 6–1      |
| PFK CSKA Sofia           | 2–3           | Juventus FC         | 2–1      | 0–2      |
| Slovan Bratislava        | 1–3           | Derby County FC     | 1–0      | 0–3      |
| Real Madrid              | 4–2           | FC Dinamo București | 4–1      | 0–1      |
| Benfica SL               | 7–1           | Fenerbahçe SK       | 7–0      | 0–1      |
| Újpesti Dózsa            | 5–5 (v)       | Zürich              | 4–0      | 1–5      |
| Malmö FF                 | 3–3 (2–1pen.) | Magdeburg           | 2–1      | 1–2      |
| Jeunesse Esch            | 1–8           | FC Bayern Mnichov   | 0–5      | 1–3      |
| Olympiakos Pireus        | 2–3           | FK Dynamo Kyjev     | 2–2      | 0–1      |
| Omonia                   | 2–5           | ÍA                  | 2–1      | 0–4      |
| KB                       | 1–5           | Saint-Étienne       | 0–2      | 1–3      |
| Rangers FC               | 5–2           | Bohemian FC         | 4–1      | 1–1      |
| Floriana                 | 0–8           | Hajduk Split        | 0–5      | 0–3      |
| RWD Molenbeek            | 4–2           | Viking              | 3–2      | 1–0      |
| Ruch Chorzów             | 7–2           | KuPS                | 5–0      | 2–2      |
| Linfield FC              | 1–10          | PSV Eindhoven       | 1–2      | 0–8      |

## Druhé kolo
| Domácí v 1. zápase       | Celkem | Hosté v 1. zápase | 1. zápas | 2. zápas |
| ------------------------ | ------ | ----------------- | -------- | -------- |
| Borussia Mönchengladbach | 4–2    | Juventus FC       | 2–0      | 2–2      |
| Derby County FC          | 5–6    | Real Madrid       | 4–1      | 1–5      |
| Benfica SL               | 6–5    | Újpesti Dózsa     | 5–2      | 1–3      |
| Malmö FF                 | 1–2    | FC Bayern Mnichov | 1–0      | 0–2      |
| FK Dynamo Kyjev          | 5–0    | ÍA                | 3–0      | 2–0      |
| Saint-Étienne            | 4–1    | Rangers FC        | 2–0      | 2–1      |
| Hajduk Split             | 7–2    | RWD Molenbeek     | 4–0      | 3–2      |
| Ruch Chorzów             | 1–7    | PSV Eindhoven     | 1–3      | 0–4      |

## Čtvrtfinále
| Domácí v 1. zápase       | Celkem  | Hosté v 1. zápase | 1. zápas | 2. zápas |
| ------------------------ | ------- | ----------------- | -------- | -------- |
| Borussia Mönchengladbach | 3–3 (v) | Real Madrid       | 2–2      | 1–1      |
| Benfica SL               | 1–5     | FC Bayern Mnichov | 0–0      | 1–5      |
| FK Dynamo Kyjev          | 2–3     | Saint-Étienne     | 2–0      | 0–3      |
| Hajduk Split             | 2–3     | PSV Eindhoven     | 2–0      | 0–3      |

## Semifinále
| Domácí v 1. zápase | Celkem | Hosté v 1. zápase | 1. zápas | 2. zápas |
| ------------------ | ------ | ----------------- | -------- | -------- |
| Real Madrid        | 1–3    | FC Bayern Mnichov | 1–1      | 0–2      |
| Saint-Étienne      | 1–0    | PSV Eindhoven     | 1–0      | 0–0      |

## Finále
| 12. května 1976   |        |               |                                                                          |
| FC Bayern Mnichov | 1 – 0  | Saint-Étienne | Hampden Park, Glasgow diváci: 54 864 rozhodčí: Károly Palotai (Maďarsko) |
| Franz Roth 57'    | Report |               | Hampden Park, Glasgow diváci: 54 864 rozhodčí: Károly Palotai (Maďarsko) |

## Vítěz
| Pohár mistrů evropských zemí 1975/76 FC Bayern Mnichov (3. titul) Sepp Maier, Johnny Hansen, Udo Horsmann, Hans-Georg Schwarzenbeck, Franz Beckenbauer , Franz Roth, Karl-Heinz Rummenigge, Bernd Dürnberger, Gerd Müller, Uli Hoeneß, Jupp Kapellmann, Hugo Robl, Klaus Wunder, Conny Torstensson Trenér: Dettmar Cramer |